# Облога Орана і Мерс-ель-Кебіра (1563)
Облога Орана і Мерс-ель-Кебіра — військова кампанія османського еялету Алжир з метою повернення під мусульманський контроль іспанських опорних пунктів Оран і Мерс-ель-Кебір на північноафриканському узбережжі, що відбувалась з квітня по червень 1563 року. Алжирський еялет, берберські князівства Кабіле (Куку і Бені Аббес) та інші васальні племена об'єднали сили в одну армію під керівництвом бейлербея османського Алжиру Гасана-паші, сина Хайреддіна Барбаросси, і Джафара Катанії. Іспанські полководці, брати Алонсо де Кордова та Мартін де Кордова, зуміли утримати Оран і Мерс-ель-Кебір до прибуття іспанського флоту на чолі з Франсіско де Мендоза, після чого успішно відбили наступ.

## Передумови

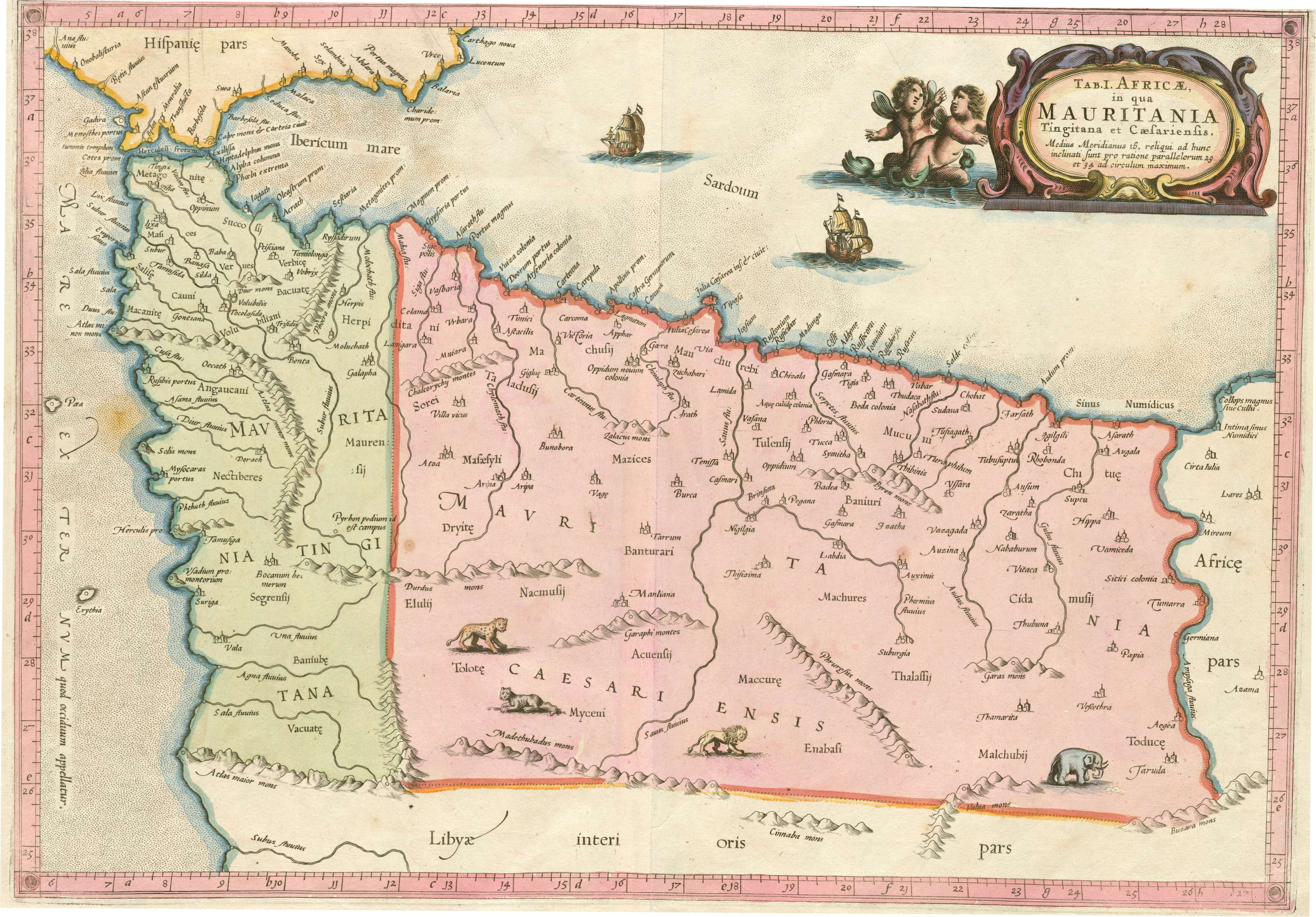
Марокко та Алжир у другій половині 16 ст. Карта Герарда Меркатора

Оран і Мерс-кль-Кебір були захоплені Іспанією ще в 1505 році. Після відвоювання османами Триполі у 1551 році, та Беджаї в 1555 році, Оран і Мерс-ель-Кебір залишались разом з фортецею Ла-Гулет, єдиними збереженими володіннями християн на північноафриканському узбережжі Магриба. 1556 року османський флот з 50 галер на чолі з Гасаном Корсо взяв в облогу Оран, але через наказ султана Сулеймана змушений був відійти для використання у Східному Середземномор'їу. Внаслідок цього Оран і Мерс-ель-Кебір залишились під контролем Іспанії, попри слабку оборону.

## Приготування сторін
У 1562 році Гасан-паша, син Хайреддіна Барбаросси і османський губернатор Алжиру, мав намір включити контрольовані іспанськими гарнізонами міста Оран і Мерс-ель-Кебір до територій Алжиру. Коли король Філіп II дізнався про план нападу, він наказав зібрати флот з Барселони для перевезення 4000 солдатів як підкріплення. 19 жовтня 1562 року шторм призвів до морської катастрофи, яка стала знана як Ла-Еррадура. Іспанський флот біля міста Малага був знищений, 24 з 27 галер затонули, а велика кількість моряків і солдатів, у тому числі Хуан де Мендоса, генерал-капітан галер Іспанії, загинула.
Гасан-паша за наказом султана Сулеймана незабаром зібрав 100-тисячну армію з турків, алжирців і великої кількості яничар. Цю армію підтримував на морі флот із 30 галер, 5 французьких карак і 15 малих суден під командуванням Джафара Катанії, губернатора Тлемсена. З цими силами Гасан пішов до Мерс Ель-Кебір, твердині, панування якої він вважав необхідним для захоплення Орана. Тим часом Алонсо та Мартін де Кордова отримали припаси, порох, інструменти та кількох солдатів із Малаги.. Щоб утримати обидва міста разом, і допомагати один одному, вони вирішили побудувати два додаткових форти: Сан-Мігель, розташований на пагорбі, що відокремлював Оран від Мерс-ель-Кебіра, і Тодос-лос-Сантос, що стояв навпроти Мерс-ель-Кебіра.

## Облога

### Захоплення фортів Сан-Мігель і Тодос-лос-Сантос

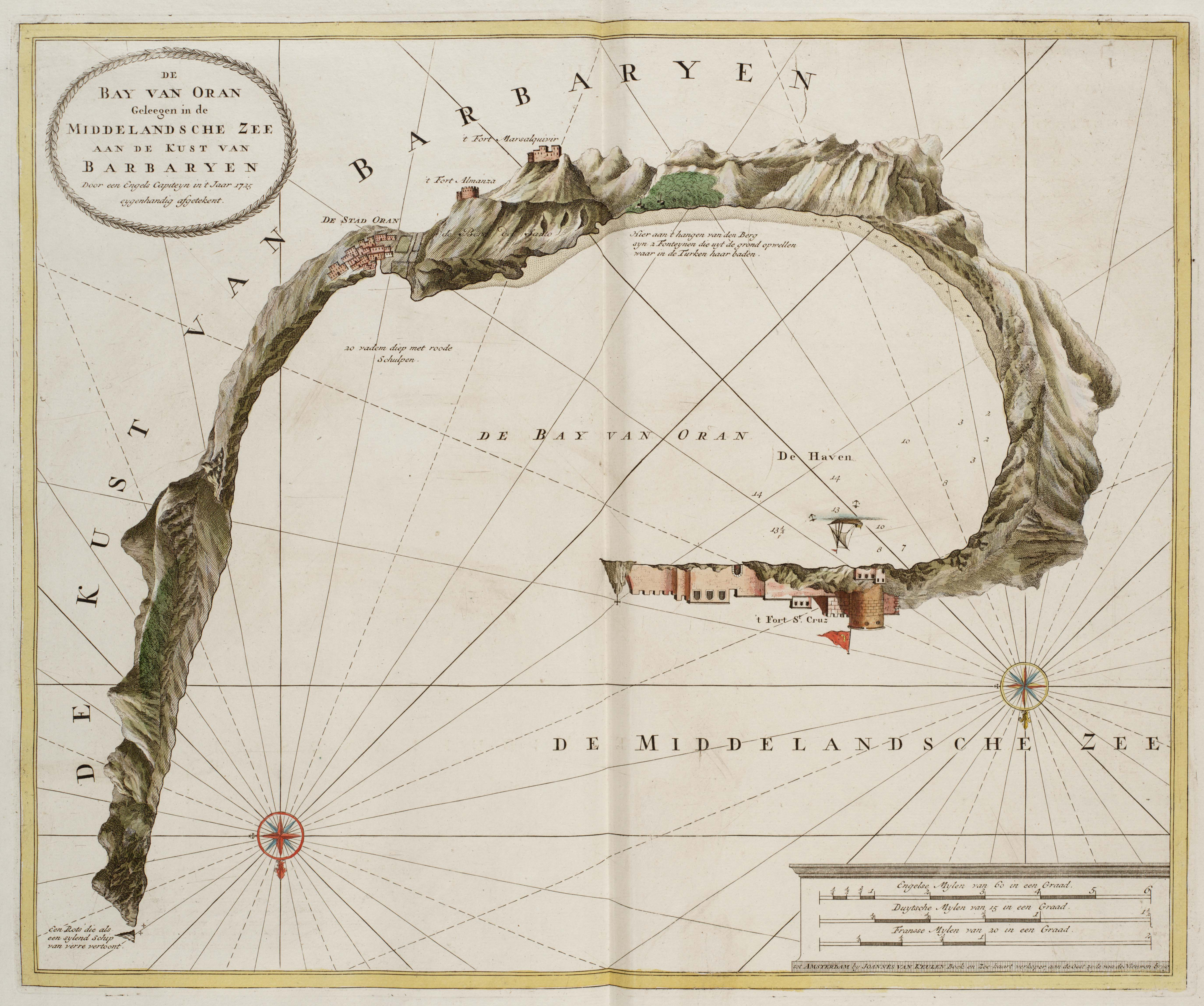
Карта затоки Оран 1725 року, автор Йоганнес ван Келен.

Облога почалася 3 квітня 1563 року, коли османські війська масово атакували форт Тодос-лос-Сантос, який захищали 200 іспанських солдатів. Запеклий опір гарнізону форту разом з артилерійською підтримкою з Мерс ель-Кебіра завдали нападникам значних втрат. Однак, як тільки османські гармати зруйнували стіни, форт незабаром був захоплений. Тим часом галери Джафара заблокували Мерс-ель-Кебір, щоб не допустити надходження до міста допомоги з Орана. Головною метою Османської імперії було захопити Мерс-ель-Кебір, оскільки кілька ренегатів попередили Гасана, що іспанці планують покинути Оран, щоб зосередитися на обороні іншого міста. Тому більшість своїх військ він відправив на штурм форту Сан-Мігель, ключовий пункт іспанської оборони, в той час як лише незначна кількість військ залишилися блокувати Оран.
Протягом 22 днів форт Сан-Мігель був атакований 24 000 піхотинців і 400 солдатами кавалерії. Його нечисленні захисники відхилили пропозицію Гасана про капітуляцію і успішно відбили шість нападів, в результаті яких рів навколо форту був повний мертвих яничар. Серед османських втрат був намісник Константіни, тіло якого могли знайти його люди з дозволу Мартіна де Кордова. Однак, попри впертість оборони, підкріплення, надісланого з Мерс-ель-Кебіра виявилося недостатнім для продовження бою, і 8 травня під покровом темряви вцілілі іспанці відступили до міста.

### Облога Мерс-ель-Кебір

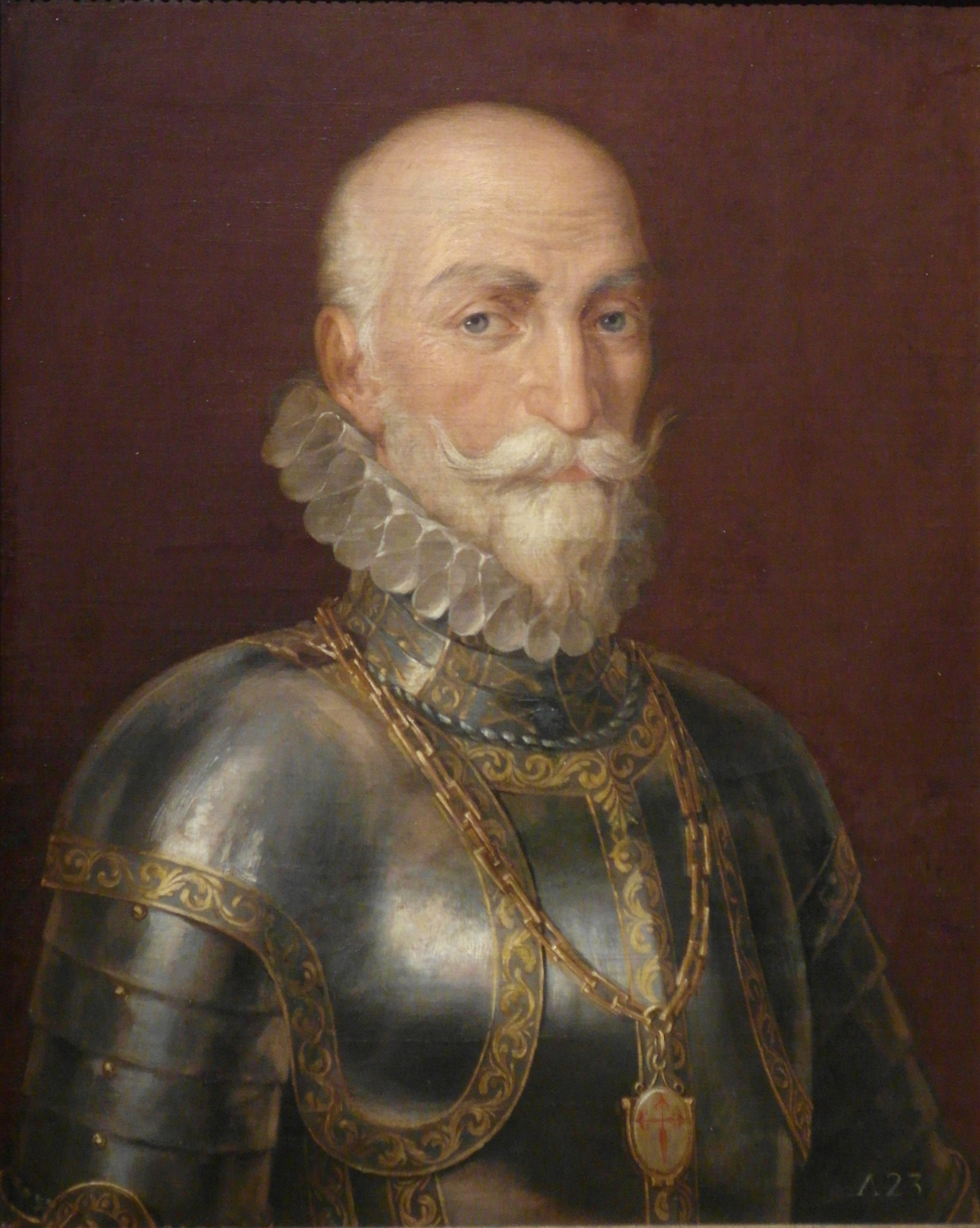
Альваро де Басан, 1-й маркіз Санта-Крус.

Захопивши форт, османські війська оточили місто, викопали траншеї та розмістили артилерію, щоб зруйнувати стіни. На сусідньому пагорбі також було встановлено кілька кулеврин для обстрілу внутрішнього міста. Мартін де Кордова, у якого було менше 500 чоловік для захисту міста, підготувався до штурму, який відбувся 20 травня. Гасан-паша послав вперед 12 000 арабів, щоб зламати опір іспанських аркебузірів і сприяти наступу двох колон регулярних військ, які атакували б другою чергою. Попри великі втрати, які вони зазнали, арабам вдалося піднятися на стіни та підняти османський прапор на зубчастих стінах. Однак незабаром іспанці спромоглись скинути їх зі стін. У цій атаці загинули майже 2500 чоловік, переважно впавши в рів навколо міста.
У наступні дні відбулися нові напади, які також закінчилися невдачею з великими втратами людей, хоча ситуація в іспанців стала відчайдушною. 6 червня Гасан-паша збирався віддати наказ про останній штурм, коли флот допомоги застав його армію зненацька. Король Філіп II наказав організувати в Картахені флот, щоб напасти на армію Гасана і змусити її зняти облогу. Під командуванням Франсіско де Мендози-і-Варгаса, якому допомагали Альваро де Базан і Андреа Доріа, 34 галери, які прибули з Барселони, Неаполя, Генуї, Савойи та Мальти, посадили 4000 солдатів і багатьох лицарів-добровольців до Мерс-ель-Кебіру. Гасан-паша, боячись потрапити в пастку між іспанським підкріпленням і Мерс-ель-Кебіром, наказав своїм військам поспішно відступити. Намети вдалось врятувати, але зброю, одяг та артилерію довелось залишили в полі. Османському флоту не пощастило, і кілька його кораблів, у тому числі чотири французьких караки, були захоплені.

## Наслідки
Після висадки підкріплень і припасів в Орані та Мерс-Ель-Кебірі, флот Франсіско де Мендози повернувся до Іспанії. Король Філіп II, поінформований про розвиток облоги, вирішив нагородити Мартіна де Кордова і Франсіско Віверо, командувача форту Сан-Мігель, за те, що вони утримали ці дві важливі фортеці в іспанських руках. Фактично це дозволило в наступному році захопити Пеньон-де-Велес-де-ла-Гомера, успіх, за яким у 1565 році відбувся рішучий захист Мальти від флоту Тургут-реїса. Кілька років по тому, в 1574 році, при іспанському дворі обговорювалося питання про відмову від Орана і Мерса Ель-Кебіра. Король Філіп II наказав Веспасіану Гонзага Колонна, принцу Саббіонети і герцогу Траєкто, зробити вичерпну доповідь про становище обох міст. Гонзага порадив покинути Оран, але залишити Мерс Ель Кебір. Однак маршал Хуан Муньос надіслав королю звіт Санчо де Лейви, в якому радив зберегти обидві фортеці. В підсумку Філіп II пистав на пораду Лейви.